# Onthophagus altivagans
Onthophagus altivagans là một loài bọ cánh cứng trong họ Bọ hung (Scarabaeidae).